# NGC 499
NGC 499 (другие обозначения — IC 1686, UGC 926, MCG 5-4-38, ZWG 502.59, PGC 5060) — эллиптическая галактика в созвездии Рыбы.
Описывается Дрейером как «весьма яркий и большой объект, третий из трёх [в этой области неба]». Под остальными двумя Дрейер имел ввиду NGC 496 and NGC 496.
Объект NGC 499 по виду напоминает рядом находящуюся NGC 495, но по сравнению с ней больше и ярче.
Находится в одном скоплении с NGC 507. Это скопление наблюдается и изучается эволюционно в течение многих лет на предмете NGC 499 и NGC 507 как один из лучших примеров группового слияния галактик с сопоставимыми массами.
Этот объект входит в число перечисленных в оригинальной редакции «Нового общего каталога».
Галактика NGC 499 входит в состав группы галактик NGC 499. Помимо NGC 499 в группу также входят NGC 495, NGC 517, NGC 504, NGC 582 и PGC 5026.